# David Berman (attore)
David Berman (Los Angeles, 1º novembre 1973) è un attore statunitense, conosciuto per l'interpretazione di David Phillips nella serie televisiva CSI - Scena del crimine.

## Carriera
Ha raggiunto il successo nel 2000, prendendo parte alla serie televisiva CSI - Scena del crimine, dove interpreta il ruolo di David "Super Dave" Phillips, assistente del coroner, Il dr. Albert "Al" Robbins. Il ruolo è stato ricorrente in un primo momento, ma a partire dalla decima stagione, Berman è stato promosso a un personaggio principale e appare nella sigla iniziale.
Dietro le quinte agisce anche come ricercatore capo dello show, dove cura le procedure di ricerca e di tecnologie dello show. Suo fratello Josh Berman è un co-produttore del programma. Nel 2006 è apparso in sette episodi della serie TV, Vanished dove impersonava l'agente Edward Dockery. Inoltre è apparso nell'episodio Homecoming della serie TV, Heroes e in alcuni episodi di Drop Dead Diva.

## Filmografia parziale

### Cinema
- Outside Sales, regia di Blayne Weaver (2006)

### Televisione
- CSI - Scena del crimine (CSI: Crime Scene Investigation) – serie TV, 288 episodi (2000-2015)
- Profiler - Intuizioni mortali (Profiler) – serie TV, episodio 4x12 (2000)
- Vanished – serie TV, 7 episodi (2006)
- Heroes – serie TV, episodio 1x10 (2006)
- Gemini Division – serie TV (2008)
- Drop Dead Diva – serie TV, episodi 5 (2009-2014)
- Desperate Housewives – serie TV, episodio 6x21 (2010)
- CSI: Immortality, regia di Louis Milito – film TV (2015)
- The Blacklist – serie TV, episodi 5 episodi (2019-2020)

## Doppiatori italiani
Nelle versioni in italiano delle opere in cui ha recitato, David Berman è stato doppiato da:
- Roberto Certomà in Vanished, Desperate Housewives
- Fabrizio Manfredi in CSI - Scena del crimine (st. 1-13, ep. 14x01)
- Luca Mannocci in CSI - Scena del crimine (st. 14-15)
- Luigi Ferraro in Drop Dead Diva
- Antonino Saccone in Rebel in the Rye